# Toyota Yaris I
Toyota Yaris er en minibil produceret af Toyota Motor. Denne artikel omhandler den første modelgeneration, som var i produktion i årene 1999 til 2006.

## Historie
Første generation af Yaris er efterfølger for Toyota Starlet og hatchbackudgaven af Toyota Tercel. Modellen findes med benzinmotorer på 1,0 og 1,3 liter med variabel ventilstyring (VVT-i) samt fra marts 2002 en 1,4-liters commonrail-turbodieselmotor (D-4D). Med undtagelse af dieselmotoren har alle motorerne to overliggende knastaksler (DOHC) og fireventilteknik. Desuden findes der fra marts 2001 i nogle europæiske lande en sportsversion, Yaris TS, med en 1,5-liters VVT-i-motor med 106 (senere 105) hk. I Schweiz findes en begrænset specialudgave, Yaris TS Turbo, med 1,5-liters turbomotor med 110 kW (150 hk). Toyotas egen tuningsafdeling TTE tilbyder desuden et kompressorkit, som øger 1,5-motorens effekt til 140 hk. Yaris er designet af Sotiris Kovos.
Kombiinstrumentet er ikke monteret foran førersædet, men derimod i midten af instrumentbrættet, hvor instrumenter og kontrollamper vises på et digitalt display. Yaris TS og TS Turbo har i modsætning til de andre versioner ikke digitale instrumenter men derimod konventionelle viserinstrumenter, men stadigvæk i central position.
Undervognen har fortil MacPherson-ophæng og bagtil en stiv aksel. I forbindelse med dieselmotoren og 1,5-liters benzinmotoren har bilen også bagtil separate hjulophæng.
Modellen kom på markedet i Europa i april 1999, og i USA og Canada kom sedan- og coupéversionerne på markedet i 1999 som Toyota Echo. I Kina blev modellen fra 2002 solgt under navnet Xiali Vizi. Den blev valgt til Årets Bil i Europa 2000.
I marts 2003 fik Yaris og Yaris Verso et facelift med blandt andet en modificeret front og Euro 4-benzinmotorer.
Produktionen blev indstillet i januar 2006 til fordel for anden generation.

### Billeder
- Bagfra
- Kabine med centralt placeret kombiinstrument (1999−2003)
- Toyota Yaris tredørs (2003−2006)
- Bagfra

## Yaris Verso
Yaris Verso er en mini-MPV på basis af Yaris, produceret mellem november 1999 og december 2005. Ud over hatchbackudgaven som i Japan hedder Vitz og mini-MPV'en Yaris Verso som i Japan hedder FunCargo, findes der også en sedanversion som i Japan hedder Platz og i USA Echo; denne version kom dog ikke til Europa.
Undervognen er teknisk identisk med hatchbackversionens; i nogle tilfælde monteres også her en stiv bagaksel.
Først i starten af 2011 kom der med Verso-S en efterfølger.
- Toyota Yaris Verso (1999−2003)
- Bagfra
- Toyota Yaris Verso (2003−2005)
- Bagfra

## Sikkerhed
Det svenske forsikringsselskab Folksam vurderer flere forskellige bilmodeller ud fra oplysninger fra virkelige ulykker, hvorved risikoen for død eller invaliditet i tilfælde af en ulykke måles. I rapporterne Hur säker är bilen? er/var Yaris i årgangene 1999 til 2005 klassificeret som følger:
- 2003: Mindst 30 % bedre end middelbilen[6]
- 2005: Mindst 15 % bedre end middelbilen[7]
- 2007: Bedre end middelbilen[8]
- 2009: Som middelbilen[9]
- 2011: Som middelbilen[10]
- 2013: Som middelbilen[11]
- 2015: Som middelbilen[12]
- 2017: Som middelbilen[13]
- 2019: Som middelbilen[14]

## Tekniske data
|                                                | 1.0 VVT-i           | 1.0 VVT-i                       | 1.3 VVT-i                       | 1.3 VVT-i                           | 1.5 VVT-i               | 1.5 VVT-i               | 1.4 D-4D                  |
| Byggeår                                        | 4/1999–3/2003       | 3/2003–1/2006                   | 11/1999–3/2003                  | 3/2003–1/2006                       | 3/2001–3/2003           | 3/2003–1/2006           | 3/2002–1/2006             |
| Motordata                                      |                     |                                 |                                 |                                     |                         |                         |                           |
| Motorkode                                      | 1SZ-FE              | 1SZ-FE                          | 2NZ-FE                          | 2SZ-FE                              | 1NZ-FE                  | 1NZ-FE                  | 1ND-TV                    |
| Motortype                                      | R4-benzinmotor      | R4-benzinmotor                  | R4-benzinmotor                  | R4-benzinmotor                      | R4-benzinmotor          | R4-benzinmotor          | R4-dieselmotor            |
| Antal ventiler pr. cylinder                    | 4                   | 4                               | 4                               | 4                                   | 4                       | 4                       | 2                         |
| Fødesystem                                     | Multipoint          | Multipoint                      | Multipoint                      | Multipoint                          | Multipoint              | Multipoint              | Commonrail                |
| Trykladning                                    | –                   | –                               | –                               | –                                   | –                       | –                       | Turbolader, ladeluftkøler |
| Køling                                         | Vandkøling          | Vandkøling                      | Vandkøling                      | Vandkøling                          | Vandkøling              | Vandkøling              | Vandkøling                |
| Boring × slaglængde                            | 69,0 × 66,7 mm      | 69,0 × 66,7 mm                  | 75,0 × 73,5 mm                  | 72,0 × 79,7 mm                      | 75,0 × 84,7 mm          | 75,0 × 84,7 mm          | 73,0 × 81,5 mm            |
| Slagvolume                                     | 998 cm³             | 998 cm³                         | 1299 cm³                        | 1298 cm³                            | 1497 cm³                | 1497 cm³                | 1364 cm³                  |
| Kompressionsforhold                            | 10,0:1              | 10,0:1                          | 10,5:1                          | 10,0:1                              | 10,5:1                  | 10,5:1                  | 18,5:1                    |
| Maks. effekt ved omdr./min.                    | 50 kW (68 hk) 6000  | 48 kW (65 hk) 6000              | 63 kW (86 hk) 6000              | 64 kW (87 hk) 6000                  | 78 kW (106 hk) 6000     | 77 kW (105 hk) 6000     | 55 kW (75 hk) 4000        |
| Maks. drejningsmoment ved omdr./min.           | 90 Nm 4100          | 90 Nm 4100                      | 124 Nm 4400                     | 122 Nm 4200                         | 145 Nm 4200             | 143 Nm 4200             | 170 Nm 2000−2800          |
| Udstødningsnorm                                | Euro 3              | Euro 4                          | Euro 3                          | Euro 4                              | Euro 3                  | Euro 4                  | Euro 3                    |
| Kraftoverførsel                                |                     |                                 |                                 |                                     |                         |                         |                           |
| Drivende hjul                                  | Forhjul             | Forhjul                         | Forhjul                         | Forhjul                             | Forhjul                 | Forhjul                 | Forhjul                   |
| Gearkasse (standardudstyr)                     | 5-trins manuel      | 5-trins manuel                  | 5-trins manuel                  | 5-trins manuel                      | 5-trins manuel          | 5-trins manuel          | 5-trins manuel            |
| Gearkasse (ekstraudstyr)                       | –                   | 5-trins sekventiel              | 4-trins automatisk              | 4-trins automatisk                  | –                       | –                       | –                         |
| Præstationer                                   |                     |                                 |                                 |                                     |                         |                         |                           |
| Topfart                                        | 155 km/t            | 155 km/t                        | 175 km/t (165 km/t)             | 175 km/t (165 km/t)                 | 190 km/t                | 190 km/t                | 170 km/t                  |
| Acceleration 0-100 km/t                        | 13,6 sek.           | 13,6 sek. (15,8 sek.)           | 12,1 sek. (13,1 sek.)           | 12,1 sek. (13,1 sek.)               | 9,0 sek.                | 9,0 sek.                | 12,9 sek.                 |
| Brændstofforbrug pr. 100 km ved blandet kørsel | 5,7 liter Blyfri 95 | 5,6 liter (5,4 liter) Blyfri 95 | 6,0 liter (6,7 liter) Blyfri 95 | 5,6−5,8 liter (6,3 liter) Blyfri 95 | 6,9−7,0 liter Blyfri 95 | 6,8−7,0 liter Blyfri 95 | 4,2−4,4 liter Diesel      |
| CO2-udslip ved blandet kørsel                  | 137 g/km            | 134 g/km (129 g/km)             | 144 g/km (160 g/km)             | 133−138 g/km (150 g/km)             | 164−165 g/km            | 162−165 g/km            | 113−117 g/km              |

1. ↑  Afvigende værdier i parentes gælder for versioner med sekventielt gear hhv. automatgear

Kilder: